# Remote desktop

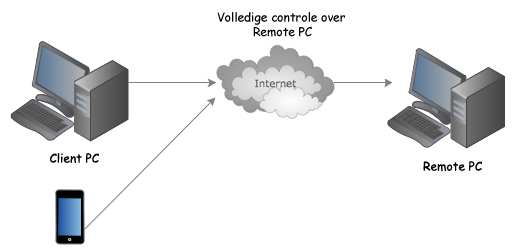
Schema remote desktop

Remote desktop is het volledig overnemen van een pc vanop afstand, inclusief het gebruik van het toetsenbord en de muis. Remote desktop is een Microsoft-technologie.

## Algemeen
Remote desktop is een functionaliteit die ervoor zorgt dat één of meer mensen via een pc, de "client", toegang kunnen krijgen tot een andere computer, de "remote". Zowel de remote als de client kunnen elk type van computer zijn, met uiteenlopende specificaties, hardware en besturingssoftware. De toegang tot de remote computer gebeurt met een wachtwoord; dit wachtwoord, op de remote ingesteld, moet op de client-pc ingegeven worden in een inlog-procedure. Nadat het wachtwoord geverifieerd is, kan de gebruiker van de client alles op de remote gebruiken en besturen. Er is dus geen persoon meer nodig bij de remote computer, aangezien deze volledig vanop afstand bestuurd kan worden. Deze verbinding tussen beide computers is van onbepaalde duur, tot de client van de remote uitlogt.
In veel bedrijven wordt hier gebruik van gemaakt door middel van remote computing. Op deze manier kunnen meerdere werknemers zich tegelijk aanmelden op één remote computer. Dankzij deze manier van werken, is er minder werk voor de ict-afdeling van het bedrijf. Wanneer er een nieuw programma geïnstalleerd moet worden, dan is het enkel nodig om dit op de remote te installeren, in plaats vanop iedere computer apart.
Nadelig is dan weer dat, wanneer er zich een probleem voordoet op de remote, deze zich ook op alle computers van alle verbonden werknemers zal voordoen.

## Opstellen van een verbinding
Er zijn verschillende manieren om een connectie op te stellen tussen de Remote en de Client PC:
- Via LAN

Dit is de eenvoudigste manier van de drie om een verbinding op te stellen, aangezien beide computers zich in hetzelfde lokale netwerk bevinden. Iedere computer heeft in dit netwerk zijn unieke naam. Om een verbinding te maken moet de Client PC de unieke naam van de Remote PC weten. De Remote PC moet ook zijn Remote Desktop service aan hebben staan.
Als aan deze beide voorwaarden voldaan is, moet je op de Client PC de unieke naam van de Remote PC ingeven, en de verbinding is gemaakt. Wanneer de verbinding tussen de twee pc’s niet lukt, ligt dit in de meeste gevallen aan de firewall die op de computer geïnstalleerd is.
- Via het internet

Bij deze configuratie zijn zowel het IP van de Client PC als de Remote PC van belang voor de verbinding. Ook moet er een methode aanwezig zijn om voorbij de firewall te raken. Dit gebeurt door middel van het remote desktop protocol, die als standaardpoort 3389 gebruikt. Online is er een verscheidenheid aan programma’s aanwezig om makkelijk aan remote desktopping te doen. Een voorbeeld hiervan is Teamviewer.
Na het al dan niet aanmaken van een account, kunnen twee gebruikers verbinding maken met behulp van het ingeven van een wachtwoord. Gebruiker A moet dan zijn wachtwoord doorgeven aan gebruiker B, die op zijn beurt het wachtwoord invult. Hierdoor krijgt gebruiker B toegang tot het bureaublad van gebruiker A door middel van een beveiligde lijn.
- Via het internet, met dynamisch IP

De meeste Internet Service Providers zorgen ervoor dat de IP-adressen van hun gebruikers dynamisch zijn, en dus periodiek veranderen van adres. Dit kan voor problemen zorgen wanneer we naar de tweede configuratie kijken, aangezien we hier gebruikmaken van de IP-adressen van de Remote en de Client PC. Wanneer deze dus dynamisch zijn, en veranderen, dan moeten we steeds opnieuw het IP-adres aanpassen. Om dit op te lossen kan er gebruikgemaakt worden van Dynamic DNS welke ervoor zorgt dat de remote PC een vaste host name krijgt die niet verandert. Bij iedere verandering van het IP-adres, zal de Dynamic DNS ervoor zorgen dat de hostname verwijst naar het nieuwe IP-adres. Op deze manier hoeven we het IP-adres van de Remote en Client PC niet te weten.

## Remote assistance
Naast remote desktop bestaat er remote assistance, een functie die door Microsoft in Windows werd geïmplementeerd. Deze functie is grotendeels identiek aan remote desktop, maar er zijn wel enkele belangrijke verschillen tussen beiden. Bij remote assistance wordt eveneens gebruikgemaakt van een wachtwoord en een geëncrypte lijn. Het verschil met remote desktop is dat enkel het computerscherm van de Remote PC te zien is.

## Remote desktop-software
Tegenwoordig is het ook mogelijk om mobiel over remote desktop-software te beschikken. Zowel voor iOS als voor Android zijn er verschillende remote desktop-clients beschikbaar. Deze zijn terug te vinden in de respectievelijke markten. Ook voor Windows Mobile zijn er clients te vinden.
Voor Windows Phone, Windows 8.1 en Windows 10 is er een Microsoft-app beschikbaar in de Windows Store.
Andere mobiele besturingssystemen, zoals Symbian voor Nokia en BlackBerry OS, kunnen gebruikmaken van remote desktop dankzij verschillende Java-applicaties die speciaal hiervoor geschreven zijn. Deze apps zijn terug te vinden op het internet.
Hieronder bevindt zich een tabel met daarin enkele van de meest gewaardeerde remote desktop-programma's. Buiten de opgesomde lijst zijn er nog tientallen andere programma's online terug te vinden.
| Naam       | Support                                               | Encryptie  | Remote Assistance | gratis voor persoonlijk gebruik | gratis voor commercieel gebruik |
| ---------- | ----------------------------------------------------- | ---------- | ----------------- | ------------------------------- | ------------------------------- |
| LogMeIn    | Win, MacOS, Linux, Android, iOS, Java, Windows Mobile | SSL        | Ja                | Nee                             | Nee                             |
| TeamViewer | Win, MacOS, Linux, Android, iOS                       | AES-256    | Ja                | Ja                              | Nee                             |
| Techinline | Win                                                   | Ja         | Ja                | Nee                             | Nee                             |
| AetherPal  | Win, MacOS, Android, iOS, BlackBerry, Windows Mobile  | SSL, TLS   | Ja                | Nee                             | Nee                             |
| QVD        | Win, Linux, MacOS, Android, iOS                       | NX en HTTP | ?                 | Ja                              | Ja                              |

## Remote desktop-protocol
Het remote desktop-protocol (RDP) is een meerkanaalsprotocol dat gebruikt wordt om verbinding te kunnen maken met terminalservices of voor het overnemen van een op Microsoft Windows gebaseerd systeem (vanaf Windows NT 4).
Het remote desktop-protocol is gepatenteerd en ontwikkeld door Microsoft. Dankzij het protocol kunnen mensen vanop afstand een andere computer besturen, zonder hierbij fysiek aanwezig te zijn. Ook kan je via dit protocol de gebruiker op afstand helpen, of meekijken als toeschouwer.
Het remote desktop-protocol is een uitbreiding van het ITU-T-T.128-protocol, dat zorgt voor multipoint-applicatie-sharing. RDP maakt gebruik van TCP-poort 3389.
Mogelijkheden van RDP zijn:
- Ondersteuning voor 32-bitkleuren. 8-, 16-, en 24-bitkleuren zijn ook mogelijk
- 128-bit-encryptie (RC4-encryptie is de standaard)
- Audio-omleidingen (audio kan worden omgeleid en afgespeeld worden op de client)
- Bestandssysteemomleidingen (gebruikers kunnen gebruikmaken van de lokale bestanden)
- Printeromleidingen (gebruikers kunnen printen op lokale printers)
- Poortomleidingen (seriële en parallelle poorten kunnen benaderd worden vanuit de sessie)
- Het is mogelijk om te kopiëren en te plakken tussen de sessie en het lokale systeem